# الاشراف (المحويت)

تعديل مصدري - تعديل

الاشراف هي إحدى قرى عزلة الغربي الاسفل بمديرية المحويت التابعة لمحافظة المحويت، بلغ تعداد سكانها 76 نسمة حسب تعداد اليمن لعام 2004.

## روابط خارجية
- World Gazetteer:Yemen
- الجهاز المركزي للإحصاء بالجمهورية اليمنية
- المركز الوطني للمعلومات باليمن